# Regency TR-1

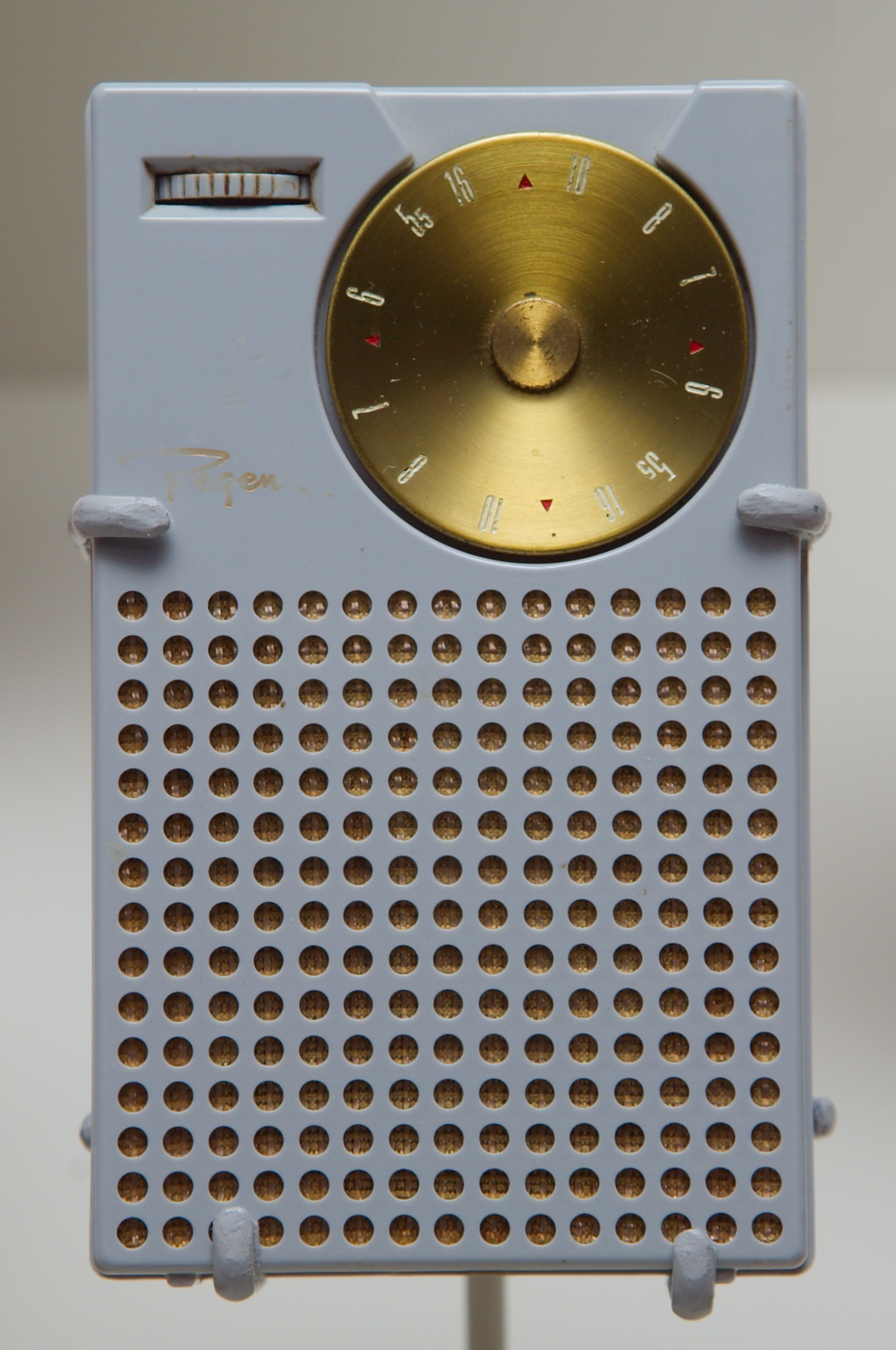
Regency TR-1

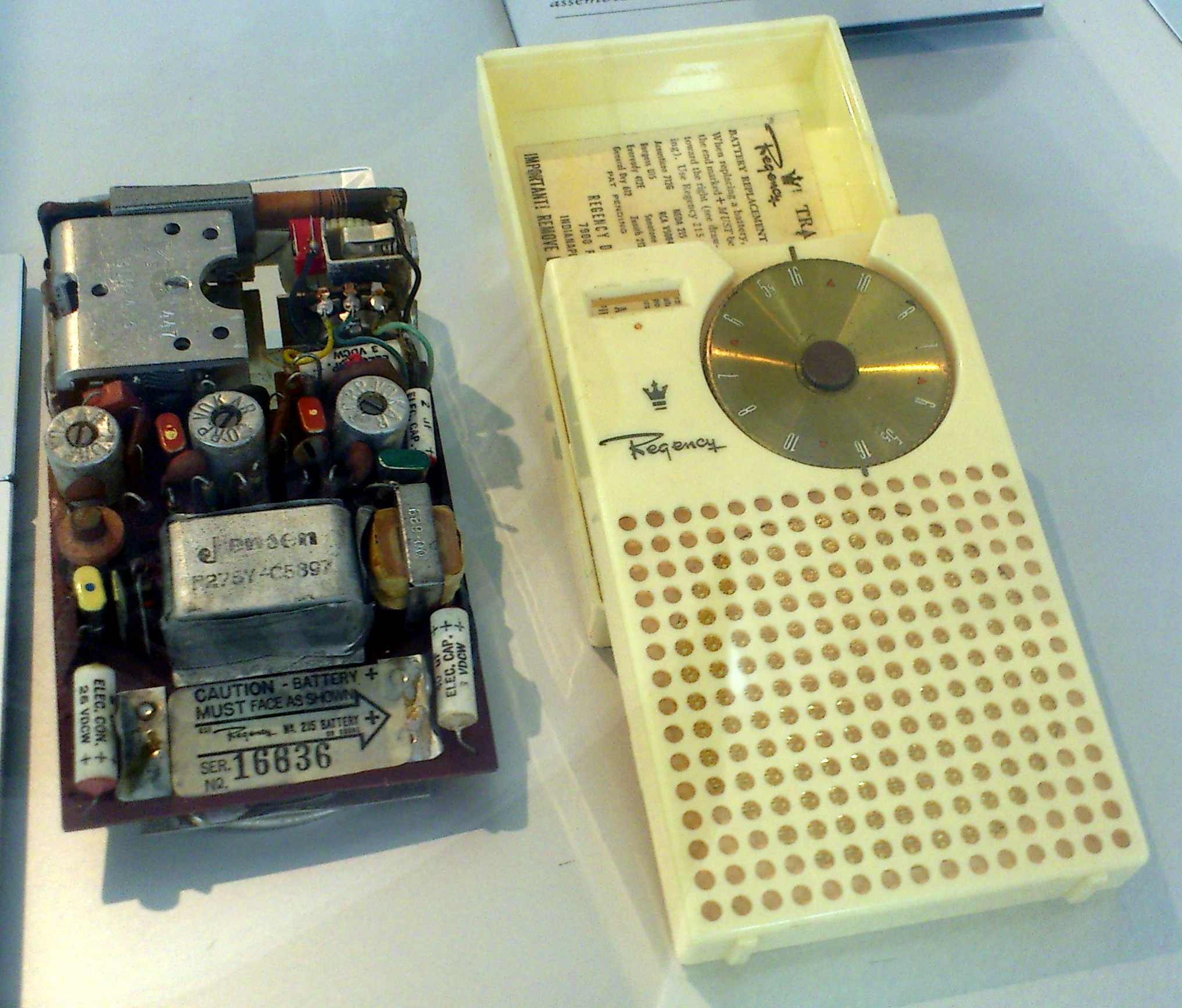
TR-1, Platine und Gehäuse, Modell 676 Ivory von General Electric,. Exponat des Deutschen Museums in München

Das Regency TR-1 war das erste kommerzielle Transistorradio der Welt. Es wurde von Industrial Development Engineering Associates (IDEA) aus Indianapolis im Auftrag von Texas Instruments hergestellt und war ein Überlagerungsempfänger (Transistorsuper) für den AM-Mittelwellenbereich. Das Regency TR-1 war mit vier npn Bipolartransistoren aus Germanium sowie einer Ferritstabantenne ausgerüstet, und in vielen Farben wie Grün, Grau, Lavendelblau, Perlmutt, Rot oder Weiß erhältlich. Das Radio wurde im Jahre 1955 zum Patent angemeldet.
Am 18. Oktober 1954 mit dem Slogan „See it! Hear it! Get it!“ angekündigt, ging das Radio im November 1954 rechtzeitig zum Weihnachtsgeschäft in den Verkauf. Sein Preis betrug 49,95 US-Dollar, inflationsbereinigt entspricht das etwa $585,23. Verkauft wurden etwa 150.000 Geräte. Das Gerät wurde mit einer 22,5-Volt-Batterie vom Typ IEC 15F20 betrieben und hatte einen hohen Stromverbrauch.
Die Abmessungen betrugen L × B × T ca. 127 × 76 × 32 mm. Das Gewicht mit Batterie betrug ca. 330 g.
Die roten Dreiecke auf dem Frequenzeinstellrad markieren die von CONELRAD (Control of Electromagnetic Radiation) benutzten Frequenzen 640 kHz und 1240 kHz, auf denen die Bevölkerung der USA im Falle eines Atomkrieges mit der Sowjetunion gewarnt werden sollte.
Der Empfänger war ein Gemeinschaftsprojekt von Texas Instruments in Dallas, Texas und der Industrial Development Engineering Associates (I.D.E.A.) in Indianapolis, Indiana. Ziel war unter anderem, einen Absatzmarkt für Transistoren von TI und Antennenverstärker von I.D.E.A zu schaffen.
Das Radio wurde für seine geringe Größe und Innovationskraft gerühmt. Allerdings wurde die Klangqualität der damals vorherrschenden Röhrenradios nicht erreicht. Problematisch waren insbesondere der hohe Rauschpegel und die Instabilität bei bestimmten Empfangsfrequenzen.

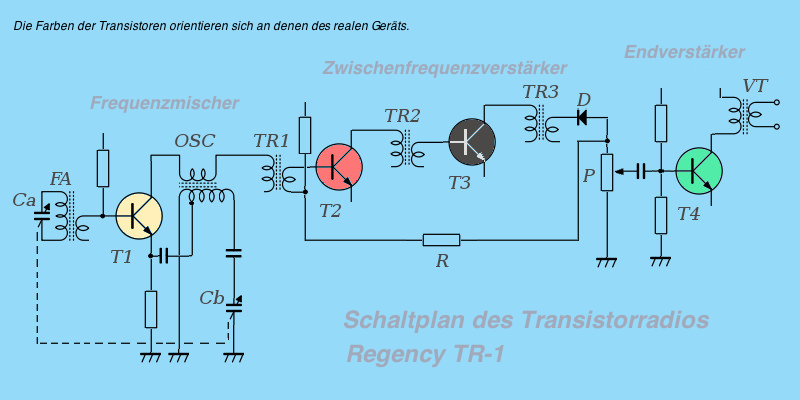
Vereinfachter Schaltplan des TR-1

## Quelle
- NZZ Folio. März 2007, S. 24